# Wealthy (manzana)
Wealthy es una variedad cultivar de manzano (Malus domestica).
Cultivar de manzano americano, y fue el más antiguo en prosperar en el clima de Minnesota. Un híbrido del cruce de 'Castaño' x Desconocido. Criado por Peter M. Gideon en Excelsior, Minnesota, EE. UU. De Castaño de polinización abierta. Registrado por primera vez en 1860. Recibió un Premio al Mérito de la Royal Horticultural Society en 1893. Las frutas tienen una pulpa dulce, jugosa, de textura gruesa y bastante suave con un ligero sabor a vinoso.

## Sinonimia
- "Lelsy",
- "Plodovodnoe",
- "Uelsi".

## Historia
Antes de 1868, solo las Cherry Crab-manzanas cangrejo crecían de forma fiable en Minnesota. Los pueblos indígenas de la zona cosecharon otros cultivos, pero no cultivaron manzanas. Los primeros colonos blancos de Minnesota trataron de cultivar manzanas usando semillas y plántulas que llevaron desde sus antiguas casas hacia el este y el sur, pero sus plantas murieron, generalmente debido a los duros inviernos de la región.
En 1853, Peter Gideon se mudó a Minnesota por razones de salud y tomó una casa con su familia en las orillas del lago Minnetonka, cerca de Excélsior. Había aprendido a cultivar frutas cuando era niño, y cuando llegó a su nueva tierra, las semillas de manzanas que llevaba no daban resultado. Poco antes en Maine se originaron semillas de frutas de plántulas viables a partir de polinización abierta de un "Cherry Crab" (cruces con manzanos silvestres de la zona) gracias a los trabajos de Albert Emerson en Bangor, Maine (EE. UU.). En 1861, Peter Gideon compró una serie de pepitas y plántulas de Emerson como parte de su intento de encontrar manzanas que tolerasen los duros inviernos de Minnesota. De entre estos, seleccionó una plántula que mostraba una gran promesa y en 1893 presentó la manzana 'Wealthy', llamada así por Wealthy Gideon (Hull), la esposa de Peter Gideon.
'Wealthy' se cultiva en la National Fruit Collection con el número de accesión: 2000-098 y Nombre de accesión: Wealthy.

## Características
'Wealthy' árbol de extensión erguida, de vigor moderadamente vigoroso, portador de espuela. Tiene un tiempo de floración que comienza a partir del 7 de mayo con el 10% de floración, para el 12 de mayo tiene una floración completa (80%), y para el 20 de mayo tiene un 90% caída de pétalos.
'Wealthy' tiene una talla de fruto de mediano a grande; forma de redondo a redondeada; con nervaduras débiles; epidermis con color de fondo verde amarillento, con un sobre color rojo, importancia del sobre color medio, y patrón del sobre color rayas / chapa presentando rubores rojos brillantes marcados con una franja más oscura, con lenticelas amarillas, abundantes y de tamaño variable, la fruta adquiere una sensación grasosa cuando está madura y la piel es algo dura, "russeting" (pardeamiento áspero superficial que presentan algunas variedades) bajo; cáliz tamaño pequeño y cerrado en una cubeta profunda y en forma de embudo; pedúnculo corto y delgado, colocado en una cavidad de profundidad media, estrecha y revestida de un ligero "russeting"; carne es de color crema a blanco, de grano grueso y suave, fragante. Sabor con un amargor dulce, muy jugosa y con sabor a fresa. Presenta venas rosadas en la carne. La carne tiende a dorarse cuando se expone al aire.
Listo para cosechar a mediados de septiembre. Se conserva bien durante tres meses en cámaras frigoríficas.

## Progenie
'Wealthy' es el Parental-Madre de la variedades cultivares de manzana:
- Taunton Cross
- Epicure
- Minjon

'Wealthy' es el Parental-Padre de la variedades cultivares de manzana:
- Fortune
- Macy
- Beacon
- Worcester Cross
- Red Sauce
- Siugisdesert

'Wealthy' es origen de Desportes, nuevas variedades de manzana:
- Stevenson Wealthy
- Loop Wealthy
- Case Wealthy[4]

## Usos
Una buena manzana de uso de postre fresca en mesa. Para elaborar sidra y de uso en la cocina.

## Ploidismo
Diploide, auto estéril. Grupo de polinización: D, Día 14.